# 小行星4039
小行星4039（4039 Souseki）是一颗围绕太阳公转的小行星。1987年9月17日，關勉在藝西天文台发现了此天体。
該小行星以日本作家夏目漱石命名。
这颗小行星的绝对星等为126.0777848631972等。